# Letitia Elizabeth Landon
Letitia Elizabeth Landon, meglio conosciuta con le iniziali L. E. L. (Londra, 14 agosto 1802 – Cape Coast, 15 ottobre 1838), è stata una scrittrice e poetessa inglese.

## Biografia
Letitia Elizabeth nacque nel 1802 a Londra, nel quartiere Chelsea da John Landon e Catherine Jane Bishop. Bambina precoce Letitia imparò a leggere molto presto, anche con l'aiuto di un vicino invalido che le lasciava lettere sul pianerottolo da farle leggere. All'età di cinque anni iniziò a frequentare la scuola della Signora Rowden al 22 di Hans Place, scuola che annovera alunne del calibro di Mary Russell Mitford e Lady Caroline Lamb. La famiglia si trasferì però in campagna, dove il padre John poté realizzare il suo progetto di una fattoria e da quel momento in poi Letitia venne educata a casa dalla cugina Elizabeth. Elisabeth, anche se più vecchia e istruita venne presto superata dalla giovane allieva Letitia:
(Elizabeth Landon, cugina di Letitia)

### Carriera Letteraria
A causa della grande depressione agricola, presto tornarono a Londra, nel 1815, dove il padre John fece la conoscenza di William Jerdan, editore del Literary Gazette. Secondo il commendatore del XIX secolo A. Thomson, Jerdan notò la giovane Letitia nel mentre che camminava per la strada, "reggendo un cerchio nella mano e un libro di poesie nell'altra, conscia della propria imminente evoluzione". Jerdan incoraggiò la ricerca poetica della Landon, tanto che il suo primo poemetto venne pubblicato con l'iniziale L nella Gazzetta del 1820, quando Letitia aveva appena 18 anni. L'anno seguente, grazie al supporto finanziario della nonna, Letitia pubblicò un libro di poesie "Il Destino di Adelaide", sotto il suo vero nome. Il librò incontrò una leggera critica letteraria ma si vendette bene. Letitia, comunque, non ricevette mai nessun profitto poiché la casa editrice falli poco dopo. Lo stesso mese in cui Il Destino di Adelaide divenne noto, Letitia pubblicò altri due poemi sotto le iniziali L.E.L. nella Gazzetta. Tali poemi, e il fatto che fossero pubblicati sotto delle iniziali, causarono non poche discussioni e speculazioni di vario tipo. Come disse il critico contemporaneo Laman Blachard
(Laman Blanchard)
Bulwer Lytton scrisse che, quando era ancora uno studente del college
(Bulwer Lytton)
Letitia lavorò quindi come capo recensore del Literary Gazette e continuò a scrivere poesie. La sua seconda raccolta The Improvisatrice venne pubblicata nel 1824.
Il padre John morì lo stesso anno e Letitia venne costretta ad usare la scrittura per sostenere sia se stessa che la famiglia. Critici contemporanei definirono questo connubio dannoso per la qualità del lavoro di Letitia.

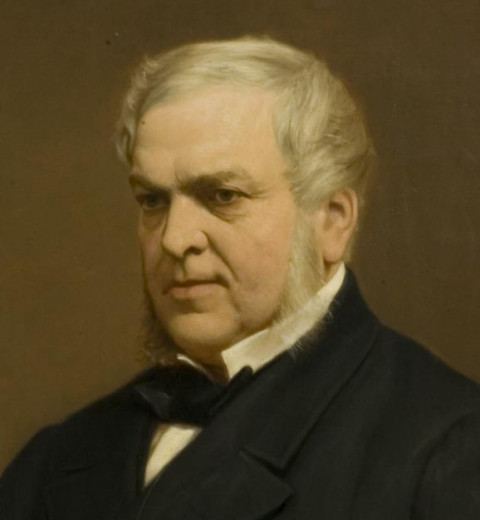
John Forster, con il quale la Landon intraprese una breve relazione.

Dal 1826 l'alta reputazione di Letitia iniziò a soffrire di pettegolezzi e vociferazioni sempre più presenti nei giornali scandalistici, secondo i quali aveva segretamente dato alla luce dei figli. Ella continuò comunque a scrivere, e nel 1831 pubblicò il suo primo romanzo, Romance and Reality. Intraprese inoltre una relazione con il critico, scrittore e biografo inglese John Forster. Forster, venuto a conoscenza delle voci sulla presunta attività sessuale della compagna, le chiese di smentirle pubblicamente. Letita rispose che Forster poteva benissimo "fare tutte le indagini che avesse voluto". Forster fece appunto delle indagini sul conto della compagna e rimase piacevolmente soddisfatto da quanto Letitia fosse pulita. Ella però ruppe comunque la relazione e gli scrisse:
(Letitia Elizabeth Landon al compagno John Forster)
Privatamente, comunque, dichiarò che non avrebbe mai spostato un uomo che diffidava di lei. Come confermato anche in una lettera a Bulwer Lytton.
Più tardi Letitia affermò che cercava qualcuno da sposare per poter lasciare l'Inghilterra che tanto l'aveva delusa e fraintesa Nell'ottobre 1836, Letitia incontrò George Maclean, governatore della Costa d'Oro (colonia Britannica fino al 1957, oggi Ghana), ad una cena, e i due iniziarono una relazione. Maclean, comunque, parti per la Scozia lo stesso anno, con la sorpresa e l'angoscia degli amici e di Letitia. Dopo molte richieste Maclean tornò in Inghilterra dove sposò Letitia poco tempo dopo, il 7 giugno 1838. Il matrimonio venne tenuto segreto e Letitia passò i primi mesi a casa di amici. I primi di luglio la coppia salpò per Cape Coast, dove arrivarono il 16 agosto. Due mesi dopo, il 15 ottobre, Letitia Elizabeth Landon venne trovata morta, con una boccetta di acido prussico stretta nella mano..
Tra i vari poeti del suo tempo che la conobbero e ammirarono vi fu Elizabeth Barrett Browning, che scrisse come omaggio L.E.L.'s Last Question, e Christina Rossetti, che pubblicò nel 1866 una poesia di tributo intitolata semplicemente L.E.L contenuta nella raccolta The Prince's Progress and Other Poems.

### Reputazione
L'alta reputazione della Landon durante tutto il XIX secolo, declinò nel Novecento con i cambiamenti nella moda letteraria, e la sua poesia venne recepita come estremamente semplice e sentimentale. In epoca recente, tuttavia, lo studio della poetica Landonese è tornato ad occupare scuole e critici, grazie soprattutto agli studi della scrittrice femminista Germaine Greer negli anni settanta. Critici come Isobel Armstrong sostengono che l'apparente semplicità nello scrivere di poetesse come la Landon e altre dell'Ottocento fosse un metodo adottato apposta per poter raggiungere anche classi sociali meno istruite.

## Opere
- The Easter Gift, A Religious Offering. Londra: Fisher, Son, & Co, 1832.
- The Book of Beauty; or, Regal Gallery. Londra: Rees, Orme, Brown, Green, and Longmans, 1833.
- "The Enchantress and Other Tales." The Novelists Magazine 1 (1833): 90-118.
- Ethel Churchill; or, The Two Brides. Londra: Henry Colburn, 1837.
- Duty and Inclination: A Novel. Londra: Henry Colburn, 1838.